# 比默斯波因特 (紐約州)
比默斯波因特（英語：Bemus Point）是位於美國紐約州學托擴縣的村。

## 人口
根據2020年美國人口普查的數據，比默斯波因特的面積為1.09平方千米，皆為陸地。當地共有人口306人，而人口密度為每平方千米281人。